# Llengua romànica del Mosel·la

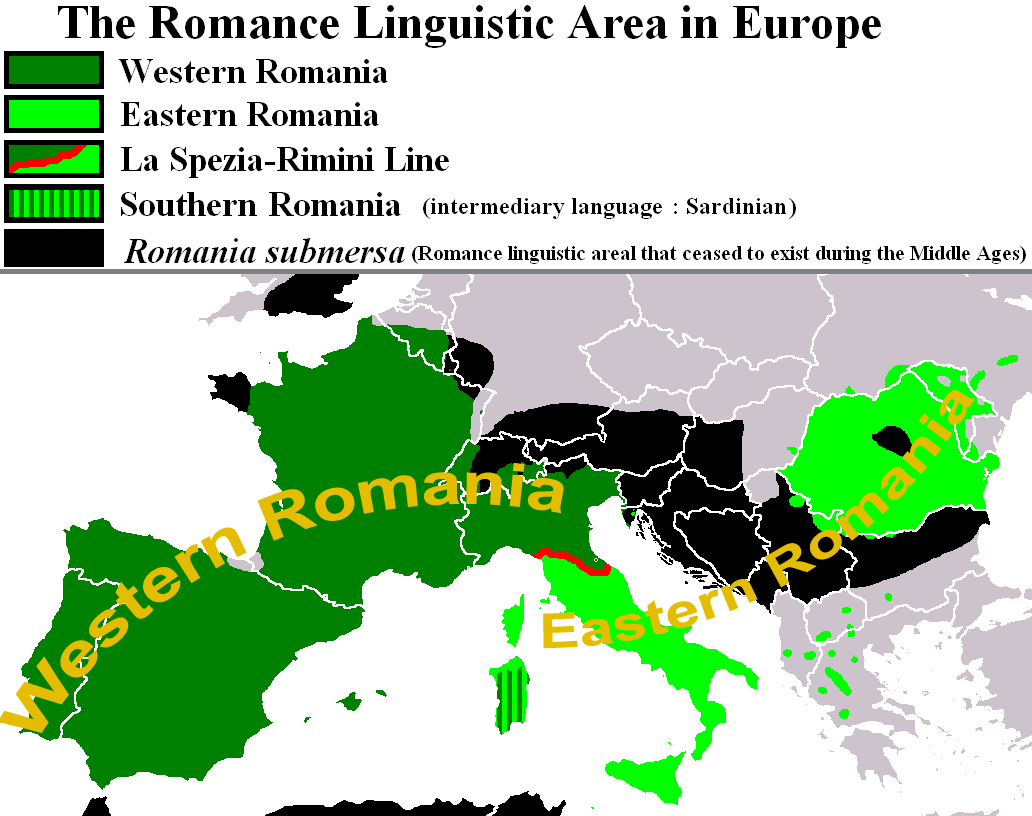
Mapa on s'aprecia la "Romània submergida" en negre. L'extinta llengua romanç del Mosel·la es trobava a l'oest de l'actual Alemanya, prop de la frontera amb França i Bèlgica

La llengua romanç del Mosel·la fou una llengua romànica que hi havia a la vall del Mosel·la (a l'actual Alemanya) des de la caiguda de l'Imperi romà fins al segle xiii.

## Característiques
| « | La frontera lingüística entre los romances y los altos alemanes, alrededor del año 1300, se había probablemente consolidado en una línea no muy diferente de la actual, aunque solo unas pocas décadas antes se mantenía todavía una última región románica en el valle del Mosela, alrededor de Tréveris. | » |

La frontera lingüística entre els romànics i els alts alemanys, sobre l'any 1300, s'hauria consolidat en una línia no gaire diferent de l'actual, tot i que només unes poques dècades abans es mantenia encara una darrera zona romànica a la vall del Mosel·la, a la rodalia de Trèveris.

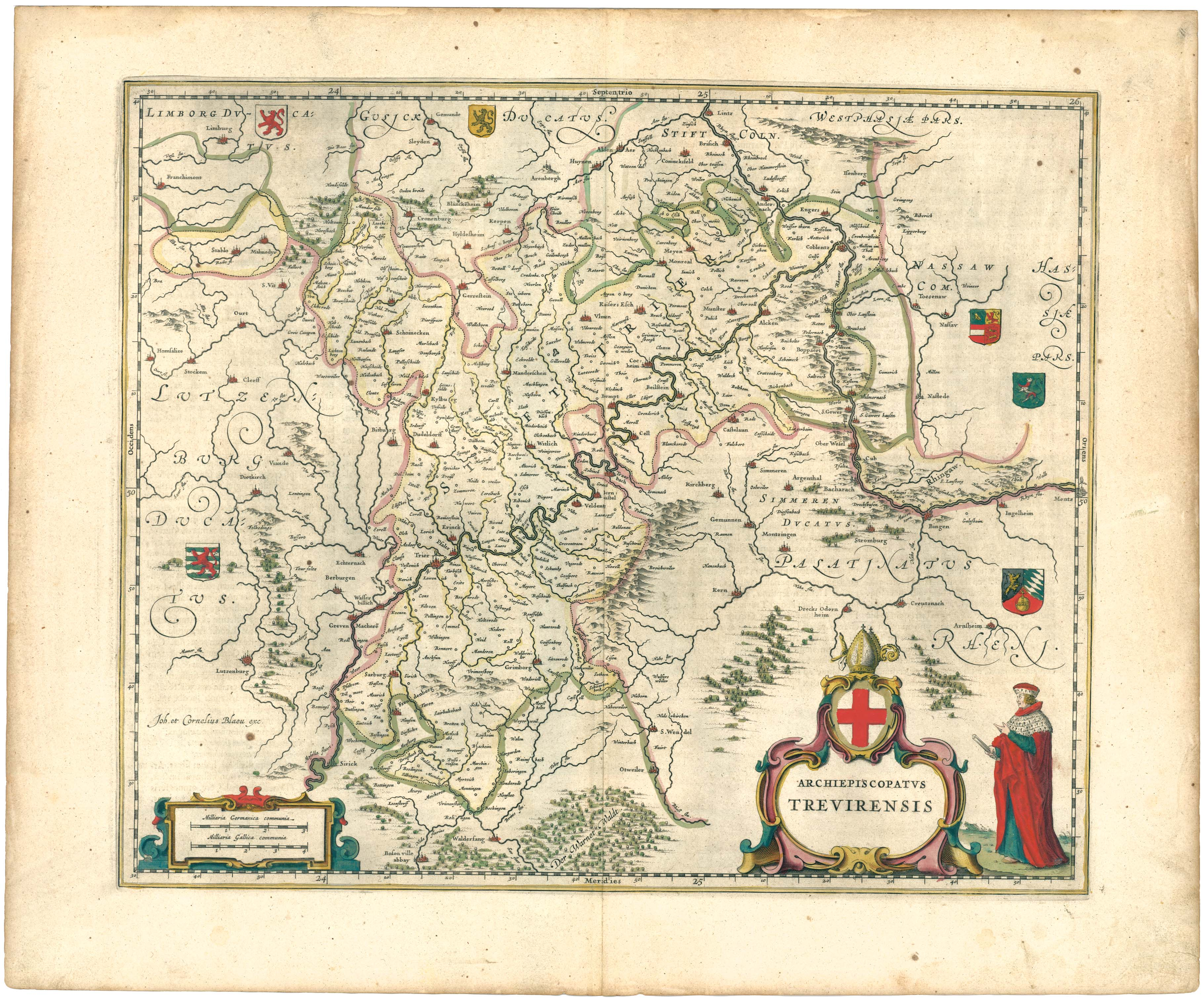
Antic mapa de la vall del Mosel·la entre Trèveris i Coblença

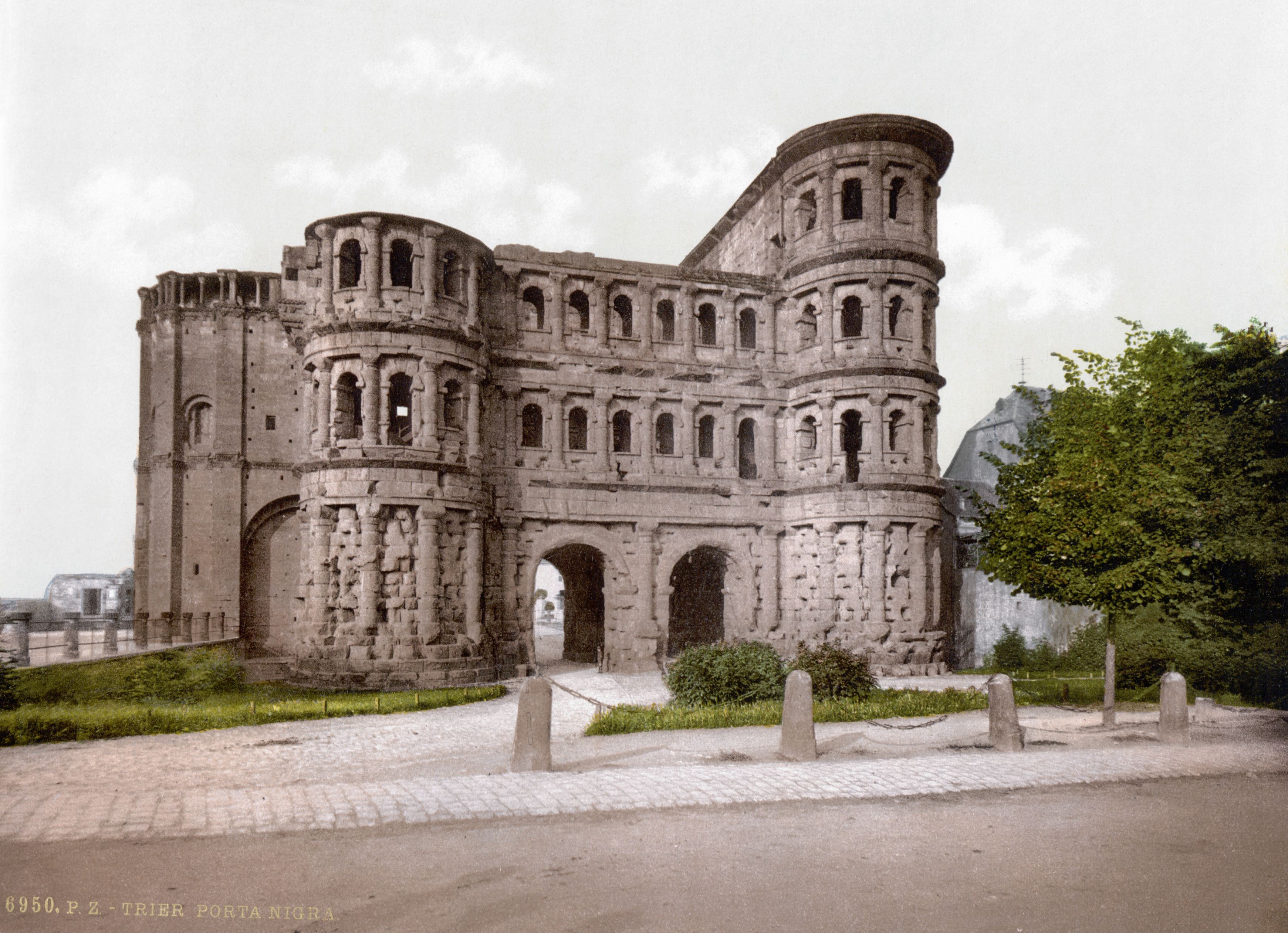
La famosa "Porta Nigra" de la romana Treveris

L'Imperi romà arribava fins al Rin i la seua desembocadura. Algunes poblacions romanitzades habitaven ciutats a la seua riba romana, com Colònia i Coblença. Les invasions bàrbares del s. V destruïren aquesta zona romanitzada i els seus habitants desaparegueren d'aquests territoris que ara pertanyen a Alemanya. Però a la vall del Mosel·la quedaren poblacions de llengua romanç (originàriament anomenades valchen) fins a l'any 1000.
La presència d'aquesta llengua romanç estava concentrada entre la principal ciutat romana de l'àrea, Augusta Treverorum, i el riu Rin. Aquesta zona es caracteritza per un clima favorable al cultiu del vi, portat inicialment pels colons romans que s'hi assentaren des dels temps d'August i que foren assimilats lentament pels alts alemanys en els segles medievals.
La ciutat romana d'Augusta Treverorum (capital de la Bèlgica romana) era la més gran al nord dels Alps i arribà a tenir quasi 100.000 habitants abans de la destrucció de les invasions dels francs.
Segons l'acadèmic Damminger, els supervivents dels seus aculturats habitants es degueren refugiar a les viles i camps del voltant i hi desenvoluparen aquesta "llengua romanç del Mosel·la".
La llengua s'extingí totalment a l'inici del Renaixement, al segle xiii. No hi ha texts escrits d'aquesta llengua, la qual cosa indica que era secundària a l'idioma fràncic dels alemanys que dominaven la zona. Devia estar relacionada amb el proper való de l'est de l'àrea de Lieja a Bèlgica oriental.
A més hi ha clares evidències que alguns llogarets propers al mig curs del Rin prop de Colònia foren fundats al s. VII per habitants de parla romanç que els donaren noms amb arrels romanes. Aquestes poblacions romàniques al nord de la vall del Mosel·la sobrevisqueren al voltant de Colònia fins al s. X: els llogarets i ciutats eren bilingües en aquests segles, mentre que al camps la llengua romànica es mantenia fermament.
Actualment els acadèmics qualifiquen la llengua romanç del Mosel·la com una de les llengües romàniques de la denominada «Romània submergida», conjuntament amb la llengua romànica de Pannònia, la llengua romanç britànica i la llengua romanç d'Àfrica.
Estudiosos com a D'Ambrosio afirmen que la "lingua ignota" de Hildegarda de Bingen pot estar relacionada amb la llengua romanç del Mosel·la, encara que el de Hildegarda sembla un llatí medieval inventat. Algunes paraules d'aquesta "lingua" de Hildegarda, com "loifolum" semblant a l'italià "la carda" (o sigui "la gent" en català), mostren clarament un origen romanç. Cal dir que Hildegarda (en els seus viatges de predicació) estigué a Trèveris en els darrers anys d'existència comprovada d'aquesta llengua romanç. La llengua desapareix als voltants de Trèveris (i potser també d'Estrasburg) durant els anys de vida i predicació de la santa.

## Exemple
Aquesta inscripció mostra la presència de la "llengua romanç del Mosel·la" als voltants de Trèveris l'any 600 ae:
- Hoc tetolo fecet Montana, coniux sua, Maurici, qui visit amb elo annus dodece; et portavit annus qarranta; trasit die VIII K(a)l(endas) Iunias. ("Per a Maurici dedicà aquest text fúnebre la seua esposa Montana, que visqué amb ell dotze anys i tenia 40 anys quan va morir el 25 de maig").

A la inscripció es pot notar l'ús de les paraules "Dodece", "amb elo", "qarranta", etc., que no són del llatí clàssic i pertanyen clarament a una llengua romanç.

## La disputa per "Sarre"
La presència medieval dels parlants del romanç amb la seua llengua a la vall del Mosel·la ha estat una de les raons (tot i que secundàries) que han creat el problema "Sarre" entre França i Alemanya des dels temps de Napoleó.

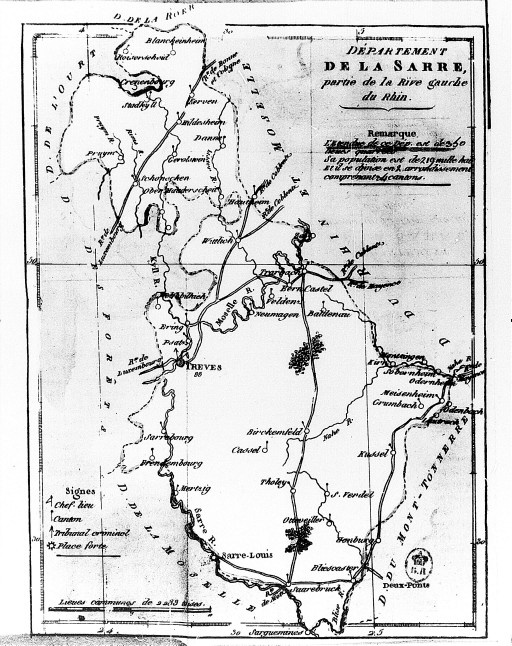
Mapa del napoleònic "Departament Sarre"

Al 1798 França, en la seua expansió cap a l'est, establí el Departament de Sarre, basant-se també en l'il·lustre passat romà de Trèveris i en el fet que hi havia comunitats romàniques fins a alguns segles abans. Però ja el 1814 els alemanys havien recuperat la zona.
Els francesos tractaren de separar d'Alemanya la Saar (terme alemany per a Sarre) en les dècades de les dues guerres mundials. Després de la Segona Guerra Mundial, Sarre passà a domini francés sota el nom de Protectorat del Sarre, amb l'etiqueta d'«Unió econòmica entre França i El Sarre». Però des del 1957, després d'un referèndum, aquest protectorat va desaparéixer.